# Agdistis rumurutia
Agdistis rumurutia – gatunek motyli z rodziny piórolotkowatych.
Gatunek ten opisany został w 2011 roku przez Ceesa Gielisa.
Motyl o ciele brązowoszarym z ciemnoszarobrązowymi, grzebieniastymi czułkami. Przednie skrzydła mają rozpiętość od 17 do 20 mm, z wierzchu i od spodu są brązowoszare, na wierzchu mają nagie pólko z kilkoma ciemnobrązowymi łuskami. Wierzch tylnych skrzydeł jest szarobrązowy, a spód brązowoszary z czarnymi żyłkami. Strzępiny obu par szarobrązowe. Samiec ma asymetryczne walwy: prawa ma trzy wcięcia na krawędzi sakularnej i stopniowo rozszerzoną krawędź kukularną, lewa ma dwa wcięcia na krawędzi sakularnej i wypustkę na krawędzi kukularnej. Wyrostek kukularny jest prosty i ma długość taką jak szerokość walwy. Ósmy sternit ma dwa dwupłatkowe wierzchołki. Samicę cechuje szeroko dwupłatkowy sternit siódmy oraz szerokie ostium i krótki przedsionek torebki kopulacyjnej.
Owad afrotropikalny, znany tylko z Rumuruti w Kenii.